# Э
La Э, minuscolo э, chiamata E capovolta, è una lettera dell'alfabeto cirillico. Viene usata nella versione russa e bielorussa dell'alfabeto cirillico, oltre che in poche altre lingue come il mongolo. Rappresenta la vocale non iotizzata IPA /e/ o /ɛ/.
| Lettera cirillica | Pronuncia IPA | Trascrizione scientifica | Trascrizione inglese | Trascrizione tedesca | Trascrizione francese |
| ----------------- | ------------- | ------------------------ | -------------------- | -------------------- | --------------------- |
| Э                 | /e/, /ɛ/      | ė                        | e                    | e                    | e                     |

Viene chiamata Э оборотное (Ė oborotnoe, cioè E capovolta) ed è la terzultima lettera dell'alfabeto russo e di quello bielorusso. La sua frequenza nelle parole è molto bassa, ad eccezione che nel pronome этот (questo). Compare soprattutto in parole di origine straniera, adattate o meno, come электронный (elettronico) o мэр (sindaco, dal francese maire). Equivale all'incirca alla E aperta italiana.

## Posizione nei codici
| Nome Carattere | Tipo      | Decimale | Esadecimale | Base otto | Binario     |
| -------------- | --------- | -------- | ----------- | --------- | ----------- |
| Unicode        | Maiuscolo | 1069     | 042D        | 2055      | 10000101101 |
| Unicode        | Minuscolo | 1101     | 044D        | 2115      | 10001001101 |
| ISO 8859-5     | Maiuscolo | 205      | CD          | 315       | 11001101    |
| ISO 8859-5     | Minuscolo | 237      | ED          | 355       | 11101101    |
| KOI8           | Maiuscolo | 252      | FC          | 374       | 11111100    |
| KOI8           | Minuscolo | 220      | DC          | 334       | 11011100    |
| Windows-1251   | Maiuscolo | 221      | DD          | 335       | 11011101    |
| Windows-1251   | Minuscolo | 253      | FD          | 375       | 11111101    |